# 1348 Michel
1348 Michel è un asteroide della fascia principale. Scoperto nel 1933, presenta un'orbita caratterizzata da un semiasse maggiore pari a 2,7910696 UA e da un'eccentricità di 0,1393027, inclinata di 6,59169° rispetto all'eclittica.
L'asteroide è dedicato al figlio maggiore dello scopritore.